# Tryggvi Hlinason
Tryggvi Snær Hlinason (Akureyri, 28 ottobre 1997) è un cestista islandese.

## Carriera
Con l'Islanda ha disputato i Campionati europei del 2017.

## Palmarès
- Supercoppa spagnola: 1

Valencia: 2017
- FIBA Europe Cup: 1

Bilbao: 2024-2025